# II. Károly parmai herceg
Károly Lajos Bourbon–parmai herceg (teljes nevén Károly Lajos Ferdinánd, spanyolul: Carlos Luis de Borbón-Parma, olaszul: Carlo Ludovico di Borbone-Parma; Madrid, 1799. december 22. – Nizza, 1883. április 16.), a Bourbon-házból származó spanyol infáns, aki apját követvén az Etruriai Királyság királya 1803-tól annak 1807-es közvetlen francia katonai kormányzás alá helyezéséig, továbbá a bécsi kongresszus döntése alapján anyját követvén a Luccai Hercegség hercege 1824-től annak 1847-es, a Toszkánai Nagyhercegséghez való csatolásáig, valamint Parma, Piacenza és Guastalla hercege 1847-től a népek tavasza által kiharcolt 1849-es lemondásáig. Trónján egyetlen fia, a Savoyai Mária Terézia hercegnőtől származó Károly Ferdinánd Bourbon–parmai herceg követte.

## Élete

### Származása
Károly Lajos infáns 1799. december 22-én született Madridban.
Édesapja a Bourbon-ház parmai ágából származó Lajos (Lodovico) Ferenc Filibert Bourbon–parmai herceg (1773–1803) volt, 1801-től Etruria királya, I. Ferdinánd parmai herceg és Mária Lujza Erzsébet francia királyi hercegnő (Marie-Louise-Élisabeth de France, 1727–1759) fia, XV. Lajos francia király unokája.
Édesanyja a Bourbon-ház spanyol ágából való Mária Lujza Jozefa infánsnő (1782–1824) volt, Etruria királynéja, IV. Károly spanyol király és Mária Lujza Bourbon–parmai hercegnő leánya, III. Károly spanyol király unokája.
Károly Lajos Ferdinánd hercegnek egyetlen húga született, Mária Lujza Sarolta Bourbon–parmai hercegnő (1802–1857), aki 1825-ben Miksa szász koronaherceghez (1759–1838), a Szász Királyság trónörököséhez, nagynénjének, Karolina Mária Bourbon–parmai hercegnőnek (1770–1804) özvegyéhez ment feleségül.
Születésének idején, 1799-ben Parma, Piacenza és Guastalla hercegségei már 5 év óta a francia forradalmi csapatok megszállása alatt álltak. Bonaparte első konzul az általa kreált Etruriai Köztársasághoz csatolta őket.
1801 februárjában a lunéville-i békeszerződésben Károly herceg nagyapja, I. Ferdinánd parmai herceg megkapta a Toszkánai Nagyhercegséget, de ezt májusban az aranjuezi szerződésben Bonaparte vissza is vette tőle, helyén létrehozta az Etruriai Királyságot, amelynek uralkodójául Ferdinánd fiát, Károly herceg apját, a 28 éves Lajos Bourbon–parmai herceget jelölte ki. Ferdinánd herceg ettől kezdve a francia kormánymegbízott felügyelete alatt élt a fontevivói apátságban, ahol 1802-ben meg is halt, valószínűleg mérgezés következtében. Halála előtt fiát, Lajos herceget jelölte ki Parma uralkodó hercegévé, aki azonban nem vehette át apja örökségét, mert az aranjuezi szerződés értelmében 1802-ben Parma és Piacenza hercegségeit a Francia Köztársasághoz csatolták.

### Etruria királya

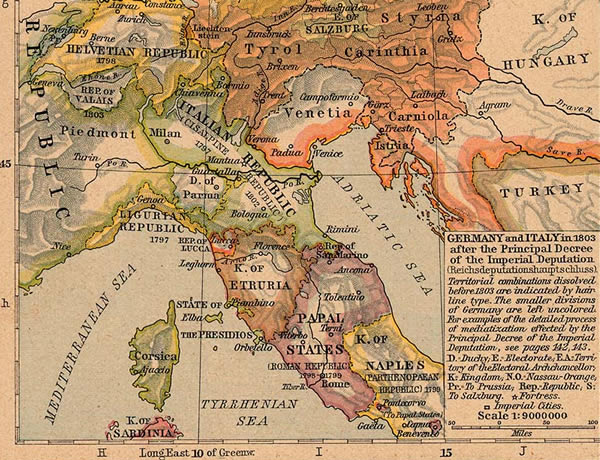
Az észak-itáliai államok 1803-ban

A Toszkánai Nagyhercegség helyén létrehozott Etruriai Királyság első uralkodója, I. Lajos etruriai király 1803-ban fiatalon meghalt, trónját kiskorú fia, Károly Lajos herceg örökölte. Nevében az özvegy királyné, Mária Lujza Jozefa lett a királyság régense.
1807. október 23-án azonban Napóleon császár megszüntette az Etruriai Királyságot. December 10-én Mária Lujzának le kellett mondania régensi tisztségéről. 1808. május 30-án a francia szenátus döntése értelmében az Etruriai Királyságot a Francia Császársághoz csatolták, területén három francia megyét (département) hoztak létre.
Megélhetési forrás híján Károly Lajos herceget anyja visszavitte Spanyolországba nagyapjához, IV. Károly királyhoz. A trónját vesztett kiskorú király és az özvegy anyakirályné kártalanítására Napóleon egy új államot, az „Észak-Luzitániai Királyságot” tervezett létrehozni a Franciaország által frissen meghódított Portugália területén. Ez a terv azonban meghiúsult, mert a francia megszállás nyomán felkelés és palotaforradalom tört ki Spanyolországban. 1808-ban IV. Károly lemondani kényszerült. A spanyol Bourbon-ház szembefordult Napóleonnal. Az új uralkodó, VII. Ferdinánd, Mária Lujza Jozefa bátyja kiutasította az országból saját nővérét, Mária Lujza Jozefát, aki fiával együtt visszatért Parmába, majd később Napóleon mindkettőjüknek Nizzát jelölte ki lakóhelyül. 1811-ben az özvegy anyakirályné megpróbált 12 éves fiával együtt átszökni Angliába, de szándékát meghiúsították. Károly Lajos herceget anyjával együtt egy Róma melletti kolostorba vitték, ahol 1814-ig fogságban maradtak.

### Lucca uralkodó hercege
1814-ben a napóleoni háborúk lezárulása és Napóleon császár lemondása után az elhunyt Lajos herceg özvegye, Mária Lujza Jozefa etruriai királyné a bécsi kongresszuson bejelentette kiskorú fiának, II. Károly hercegnek igényét annak apai örökségére. Az Etruriai Királyságot nem kaphatta vissza, mert ott helyreállították III. Ferdinánd nagyherceg hatalmát. Parma, Piacenza és Guastalla hercegségeit sem kaphatta vissza, mert a győztes nagyhatalmak azokat Mária Lujza osztrák főhercegnőnek, a francia excsászárnénak ítélték oda, élete fogytáig (en viager). A határozat szerint Mária Lujza főhercegnő halála esetén a hercegségek visszaszállnak Bourbon-ház parmai ágára.
Károly Lajos Bourbon–parmai herceg és anyja részére a bécsi kongresszus a kicsiny Luccai Hercegséget juttatta, amelyet a Toszkánai Nagyhercegség területéből szakítottak ki számukra. A hercegség önálló státusát az 1817-es párizsi szerződés biztosította. Átmenetileg ezzel kellett megelégedniük. Itt éltek 1847-ig, Károly herceg itt nősült meg 1820-ban. Édesanyja, az özvegy Mária Lujza etruriai királyné uralkodó hercegnőként kormányozta Luccát, Károly a hercegség trönököse volt. 1824. március 13-án anyja elhunyt, a 25 éves Károly Lajos herceg (I. Károly néven) lett Lucca uralkodó hercege lett.
Szerződése szerint hercegségét Mária Lujza főhercegnő haláláig megtarthatta volna. Az erélytelen Károly herceg azonban – félve a várható forradalmi mozgolódásoktól – már két hónappal Mária Lujza halála előtt, 1847 októberében lemondott itteni trónjáról, így a Luccai Hercegség a szerződésben előirányzottnál korábban visszakerült a Habsburg–Lotaringiai-ház által uralt Toszkánai Nagyhercegséghez.

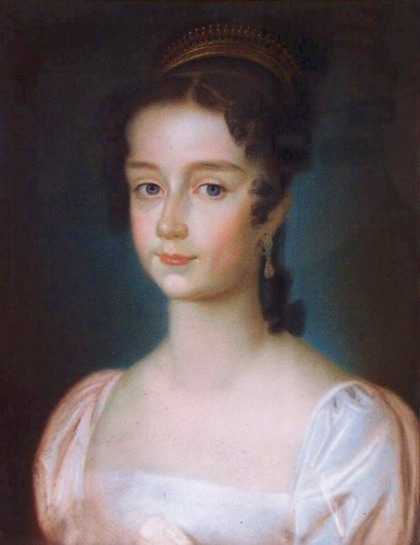
Felesége, Savoyai Mária Terézia hercegnő

### Házassága
1820. szeptember 5-én Torinóban feleségül vette a Savoyai-házból származó 17 éves Mária Terézia szárd királyi hercegnőt (1803–1879), I. Viktor Emánuel szárd–piemonti király és Habsburg–Estei Mária Terézia Johanna főhercegnő, modenai hercegnő leányát.
A házasfelek nem illettek egymáshoz. A hercegnő mélyen hívő katolikus volt, életét vallásának és egyházának törvényei szerint vezette. Károly Lajos herceg viszont csapongó, életvidám fiatalember volt, saját kedvtelései szerint élt, a szórakozás kedvéért gyakran elhanyagolta még a kormányzás kötelességeit is. Házaséletük legnagyobb részét egymástól távol töltötték. Mindössze két gyermekük született, csak egyikük érte meg a felnőttkort:
- Lujza, Lucca hercegnője (1821–1823), kisgyermekként meghalt.
- Ferdinánd Károly, Parma hercege (1823–1854), aki Louise Marie Thérèse de Bourbon francia királyi hercegnőt (1819–1864), Berry hercegének leányát, X. Károly francia király unokáját vette feleségül, és 1849-től III. Károly néven Parma, Piacenza és Guastalla hercege lett. Ő lett Zita osztrák császárné és magyar királyné nagyapja.

### Parma uralkodó hercege

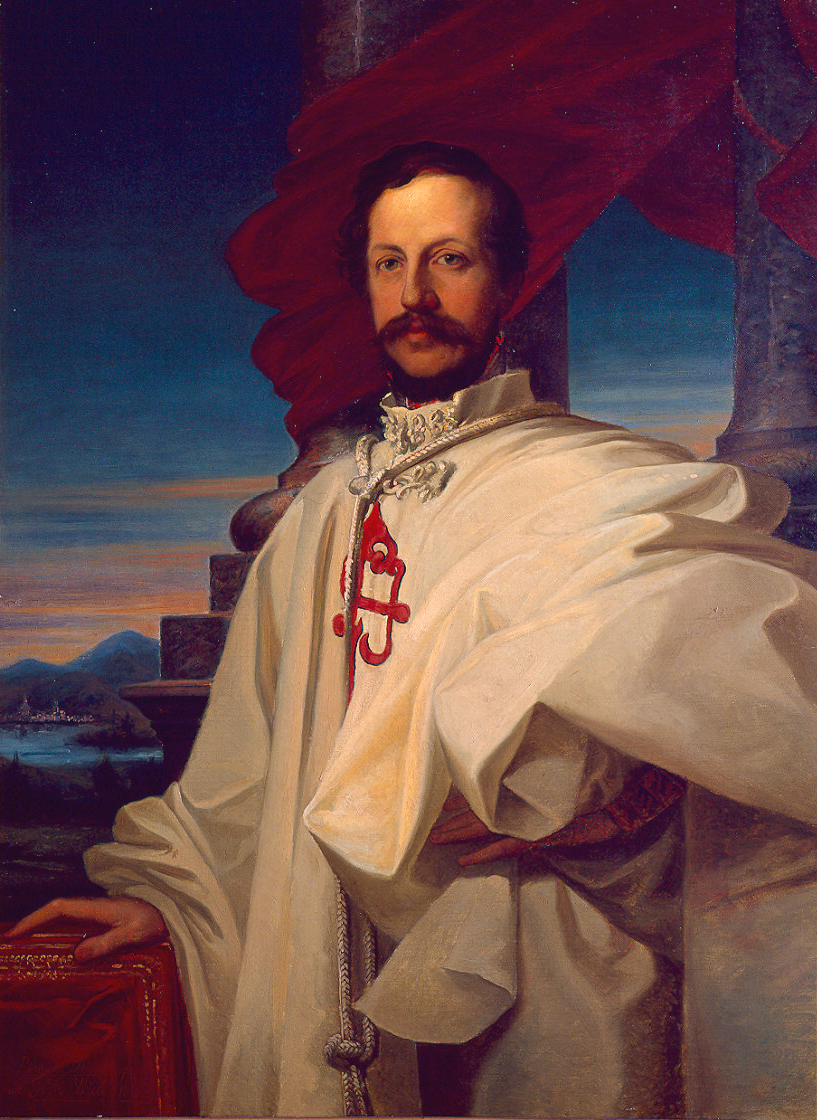
II. Károly, Parma hercege

1847. december 17-én elhunyt Mária Lujza osztrák főhercegnő, Napóleon császár özvegye, aki a bécsi kongresszus határozata értelmében élete végéig Parma, Piacenza és Guastalla Hercegségek uralkodója volt. Halála után a hercegi trónöröklés visszaszállt a Bourbonok parmai ágára. Károly Lajos herceg lemondott a Luccai Hercegségről (azt a Habsburgok által uralt Toszkánai Nagyhercegséghez csatolták), és Parmába indult.
Metternich osztrák kancellár azonban jelentést kapott, hogy Mária Lujza halálát kihasználva a parmai liberálisok felkelésre készülnek. Cantelli gróf, Parma város elöljárója kapcsolatot keresett a liberális mozgalommal, és egy ideiglenes kormányt próbált felállítani még az új uralkodó megérkezése előtt. A helyi császári megbízottak azonnal leváltották tisztségéről. 1847. december 31-én Mária Lujza özvegye, Charles-René de Bombelles gróf, főudvarmester már jelenthette Metternich kancellárnak, hogy az új uralkodó, fiával együtt megérkezett Parmába, és II. Károly néven elfoglalta ősei trónját.
Károly herceg gyenge és befolyásolható személyiség volt. Bizalmatlansággal és rosszindulattal viseltetett a számára idegen parmai udvar tagjaival szemben. Felelőtlen ígéreteket tett Bécsnek, és a parmai liberálisoknak is, amelyeket nem tudott betartani. Felesége, Mária Terézia megkapta a Parma hercegnéje (Duchessa di Parma) címet. Könnyed és csapongó természetű férje helyett a következő hónapokban gyakorlatilag ő uralkodott hercegségekben.

### A népek tavasza
1848-ban Itáliában is eljött a népek tavasza. A milánói felkelés hírére március 20-án Parmában is kitört a forradalom. Az olasz egység trikolórja alatt gyülekező fegyveres lázadók összecsaptak a katonasággal, halottak és sebesültek maradtak az utcán. Ferdinánd Károly trónörökös kíméletlen katonai megtorló akciót szervezett, de II. Károly tűzszünetet rendelt el. A felkelők követelésére II. Károly felmondta az Osztrák Császársággal kötött katonai szövetséget, és új kapcsolatokat keresett II. Lipót toszkánai nagyherceg, IX. Piusz pápa és Károly Albert szárd–piemonti király személyében. Aztán meggondolta magát és lemondott. A korábban leváltott Cantelli grófot megbízta a régenstanács vezetésével. Ideiglenes kormány alakult, amely az „I. Parmai Állam” nevében kezdte kiadni első rendeleteit.
A fejlemények láttán II. Károly herceg április 8-án elhagyta hercegségét, és a szászországi Weistropp kastélyba menekült. Fia, Ferdinánd Károly trónörökös Károly Albert szárd–piemonti királynak ajánlotta fel szolgálatait, de visszautasították, sőt egy ideig fogva is tartották. Az osztrák császári csapatok vereségei nyomán június 5-én a szárd–piemontiak bevonultak Parmába. Június 16-án az ideiglenes kormány kihirdette a hercegség beolvadását a Szárd–Piemonti Királyságba. Az augusztus 9-én megkötött vigevanói fegyverszünet után az osztrák csapatok visszavették Parmát. Augusztus 18-án Von Thurn gróf, tábornagy új kormányt alakított a száműzött II. Károly herceg jóváhagyásával. Radetzky tábornagy novarai győzelme (1849. március 23.) után az osztrák csapatok teljesen helyreállították II. Károly herceg uralmát, aki azonban már március 14-én végleg lemondott fia, Ferdinánd Károly herceg javára, aki III. Károly néven lépett a hercegi trónra.
A lemondott II. Károly herceg ezután magánemberként élt. Sohasem tért vissza Parmába. Ideje java részét Nizzában töltötte, itt is hunyt el, 1883-ban.
Fia, III. Károly herceg kíméletlen önkényuralmat vezetett be. 1854-ben egy merénylő a nyílt utcán meggyilkolta. Parma, Piacenza és Guastalla hercegségeit özvegye, Louise Marie Thérèse d’Artois hercegné régensként kormányozta 1859-es szárd–francia–osztrák háború-ig, amikor a győztesek bevonultak Parmába, és a hercegségeket a Szárd–Piemonti Királysághoz csatolták.

## Külső hivatkozások
- A Capetingek leszármazási listája Archiválva 2020. szeptember 19-i dátummal a Wayback Machine-ben
- Parma uralkodói
- Családi, életrajzi adatai
- A parmai Bourbonok családfái[halott link]
- Családi, életrajzi adatai